# Le Désert de Gobi
Le Désert de Gobi est un roman de Pierre Benoit paru en 1941. L'ouvrage est dédié à André Bellessort.

## Résumé
Fusan, à l'extrémité de la Corée du Sud. Le faux comte Michel Rodianko, ex-lieutenant de l'armée impériale russe, s'est épris de la belle Alzire. Désœuvré, en rupture de ban avec la société, il rencontre un aventurier, chasseur de tigres, Sanders. Tous deux vont parcourir le désert de Gobi à la recherche d'un tigre réputé, le felis alba, le tigre blanc.

## Autour du roman
Un vrai Mikhail Rodzyanko a existé, dont les seuls traits communs sont la ressemblance d'identité et la présence au sein de l'armée russe.